# 公共广播电视公司
公共廣播電視公司，通稱PBS，也譯作「美國公共電視網」或“美国公共电视台”，是美国的公共廣播及免費電視聯播服務機構。它是一家非盈利组织，同时也是美国向國內各公共电视台提供受政府资助的教育节目的最重要供应者，其分发的节目及电视剧包括：《维护面子》、《BBC世界新闻》（2012年改名为《BBC美国世界新闻》）、《新星今日科学》、《新星》、《亚瑟》、《芝麻街》、《PBS新闻时刻》、《与恐龙同行》、《名著》、《自然》、《里奇·史蒂夫游欧洲》、《美国大师》、《前线》和《古董路演》等。
公共广播电视公司的收入主要来自会员台的会费，以及公共广播公司、政府部门、企业、基金会与公民个人的捐助。所有捐助的资金都必须受到相应的检查与监控，以确保公共广播电视公司的节目不会受到这些捐助资金的来源控制。自2000年代中期开始，根据公共广播电视公司所委托的捷孚凯进行的民意调查显示，公共广播电视公司一直是全美最受信任的全国机构。
需要注意的是，公共广播电视公司并不负责所有在公共电视台播出的节目，这些电视台的很大一部分节目（甚至包括在承诺驱动期间播出的募款特别节目）都是来自其加盟台，例如：波士顿的WGBH-TV、华盛顿特区的WETA-TV、纽瓦克的WNET、芝加哥的WTTW全国制作公司、美国公共电视台以及其他独立制片人。这也是导致观众对节目来源感到混淆的原因所在。
公共广播电视公司在美国境内拥有350个成员电视台，其中绝大部分被教育机构所拥有，隶属于当地公立学校学区或大学机构的非营利组织；剩下的则属于州政府或州政府相关实体所有。公共广播电视公司还运营着一家名为国家数据广播的公司，这是一家通过成员电视台提供数据传播服务而为公共广播电视公司及成员电视台获取额外收入的公司。

## PBS电视网
| 名称        | 备注 |
| ----------- | --- |
| PBS儿童台   | 一个播放儿童节目的节目编排组，曾被称为“PTV乐园”。该编排组作为一档全天候联播电视网于1999年推出，2005年解散，2017年复活。         |
| PBS儿童二台 | 隶属于PBS儿童台的节目编排组，主要针对6岁到8岁儿童。2006年作为一个全天候联播电视网宣布成立，但因为财务问题，从来没有正式运营过。 |
| PBS高畫質台 | 为公共广播电视公司各成员电视台提供高畫質节目的信号源。                                                                          |
| PBS卫星台   | 24小时播出的备用信号源，主要提供公共广播电视公司旗下PBS主频道的节目内容，其信号源主要在卫星电视服务商上提供。                   |

公共广播电视公司已剥离了数个电视联播网，这些电视网通常与其他媒体公司联合运营。PBS成人教育台是一家提供远程教育与指导服务的电视频道，一直运营到2006年1月，目前已被取得更大成功的创意频道（一家由美国公共电视台所运营的旅遊电视频道）所取代；PBS儿童台则在2005年10月初被新芽频道所取代。但是PBS儿童台随后在2017年1月16日重新启播。世界频道于2007年年初开始运营，起初由公共广播电视公司负责，现在交由美国公共电视台运营。
公共广播电视公司还重组了其节目源系统，PBS数字电视2台被简化成针对太平洋时区播出的標準畫質节目源，而不是高畫質节目播出源。PBS儿童二台原本计划作为PBS儿童台的替代版推出，但是也是仅仅计划在2006年推出。某些公共广播电视公司的成员台（特别是那些1990年代末过渡到24小时播出的成员台）会将PBS卫星台提供的节目作为填充节目来填补自己午夜的播出时段，来取代那些需要购自外部的电视节目或本地重播节目。
2020年9月3日，公共廣播公司開始通過其網站（以及成員台的網站）、智能電視和移動應用程序免費提供其成員台的直播。然而，目前只有一小部分電視台沒有設置其直播節目。